# Теклиц
Теклиц (бел. Тэкліц) — озеро в Лепельском районе Витебской области, в бассейне реки Березины.
Площадь поверхности озера 2,02 км², длина 2 км, наибольшая ширина 1,3 км. Наибольшая глубина достигает 3,2 м. Длина береговой линии 5,5 км, площадь водосбора — 32,9 км², объём воды — 4,14 млн м³. Высота над уровнем моря — 166,5 м.
Озеро расположено в 13 км к северо-западу от города Лепель. На восточном берегу находится деревня Звезда, на других берегах — лес, частично с торфяными болотами. Рядом с западным берегом проходит автодорога Лепель — Докшицы. Озеро Теклиц лежит на глобальном водоразделе Чёрного и Балтийского морей, в 3 км к северо-востоку от него находятся озёра Долгое и Пышно, принадлежащих бассейну Лепельского озера и Западной Двины.
Склоны котловины высотой от 3 до 12 м, поросли лесом. Берега преимущественно низкие, песчаные, местами заболоченные, под лесом и кустарником. Дно покрыто сапропелем, вдоль берегов до глубины 0,5 м песчаное. Озеро сильно зарастает. Впадают 2 ручья, один из них — протока из небольшого соседнего озера Луконец. Вытекает река Сергуч (приток Березины).